# Liste der Mitglieder der Deutschen Akademie der Naturforscher Leopoldina/1755
Die Liste der Mitglieder der Deutschen Akademie der Naturforscher Leopoldina für 1755 enthält alle Personen, die im Jahr 1755 zum Mitglied ernannt wurden. Insgesamt gab es sieben neu gewählte Mitglieder.

## Mitglieder
| Nr. | Name                      | Beiname         | Geboren       | Aufnahme | Gestorben     | Bild | Datenbank |
| --- | ------------------------- | --------------- | ------------- | -------- | ------------- | ---- | --------- |
| 594 | Daniel Gottlieb Thebesius | Euriphon II.    | 28. Apr. 1707 | 10. Apr. | 18. Apr. 1757 |      | 6900      |
| 595 | Karl Wilhelm Sachs        | Phosphorus IV.  | 11. Sep. 1709 | 25. Jun. | 1763          |      | 6323      |
| 596 | Gerhard Andreas Müller    | Anaximenes II.  | 23. Feb. 1718 | 16. Aug. | 26. Feb. 1762 |      | 5753      |
| 597 | Philipp Heinrich Bökler   | Heraklides III. | 15. Dez. 1718 | 20. Aug. | 7. Juni 1759  |      | 2077      |
| 598 | Balthasar Ludwig Tralles  | Avenzoar II.    | 1. März 1708  | 5. Sep.  | 7. Feb. 1797  |      | 6953      |
| 599 | Peter Immanuel Hartmann   | Menon           | 3. Juli 1727  | 10. Sep. | 4. Dez. 1791  |      | 3671      |
| 600 | Johann Michael Hoffinger  | Philomusus III. | 29. Sep. 1723 | 10. Okt. | 6. Aug. 1756  |      | 3862      |

## Hinweis zu den Lebensdaten
In der Liste sind zunächst die Lebensdaten gemäß Archiv der Leopoldina aufgenommen. Diese beziehen sich auf die Angaben gem. Büchner (1755), Neigebaur (1860) und Ule (1889). Die Lebensdaten im Namensartikel können daher von den Lebensdaten in der Liste abweichen.